# Towarzystwo Rozwoju Małych Elektrowni Wodnych
Towarzystwo Rozwoju Małych Elektrowni Wodnych (TRMEW) – polska organizacja non-profit skupiająca właścicieli i sympatyków małych elektrowni wodnych.
Historia stowarzyszenia sięga początku lat 80., zaś formalny charakter uzyskało ono w roku 1988, kiedy z inicjatywy ówczesnego prezesa Mariana Hoffmanna zostało zarejestrowane stowarzyszenie. Z biegiem czasu nastąpił znaczny rozwój organizacji i obecnie zrzesza ponad 450 członków, którymi są osoby fizyczne oraz przedsiębiorstwa.
Stowarzyszenie prowadzi swoją działalność zarówno w skali ogólnopolskiej jak i regionalnej, a także posiada rozbudowaną sieć kontaktów z krajowymi oraz europejskimi ośrodkami naukowymi, firmami i instytucjami branżowymi.
TRMEW ściśle współpracuje między innymi z Europejską Federacją Energii Odnawialnej (EREF), Towarzystwem Elektrowni Wodnych (TEW) oraz Stowarzyszeniem Energii Odnawialnej (SEO). TRMEW jest także członkiem Polskiej Rady Koordynacyjnej OZE. Wieloletnia działalność Towarzystwa Rozwoju Małych Elektrowni Wodnych sprawiła, że jest ono znaną i rozpoznawalną marką w polskim środowisku rządowym i samorządowym, akademickim oraz gospodarczym.
Siedzibą naczelnych władz stowarzyszenia jest miasto Grudziądz.
TRMEW jest członkiem Europejskiej Federacji Energii Odnawialnej ( EREF).